# 西彭薩科拉 (佛羅里達州)
西彭薩科拉（英語：West Pensacola）是位於美國佛羅里達州艾斯康比亞縣的一個人口普查指定地區。

## 地理
西彭薩科拉的座標為30°25′39″N 87°15′39″W / 30.42750°N 87.26083°W，而該地最高點為海拔高度27米（即89英尺）。

## 人口
根據2010年美國人口普查的數據，西彭薩科拉的面積為19.00平方千米，當中陸地面積為18.60平方千米，而水域面積為0.40平方千米。當地共有人口21339人，而人口密度為每平方千米1,123人。